# Antonina Domańska

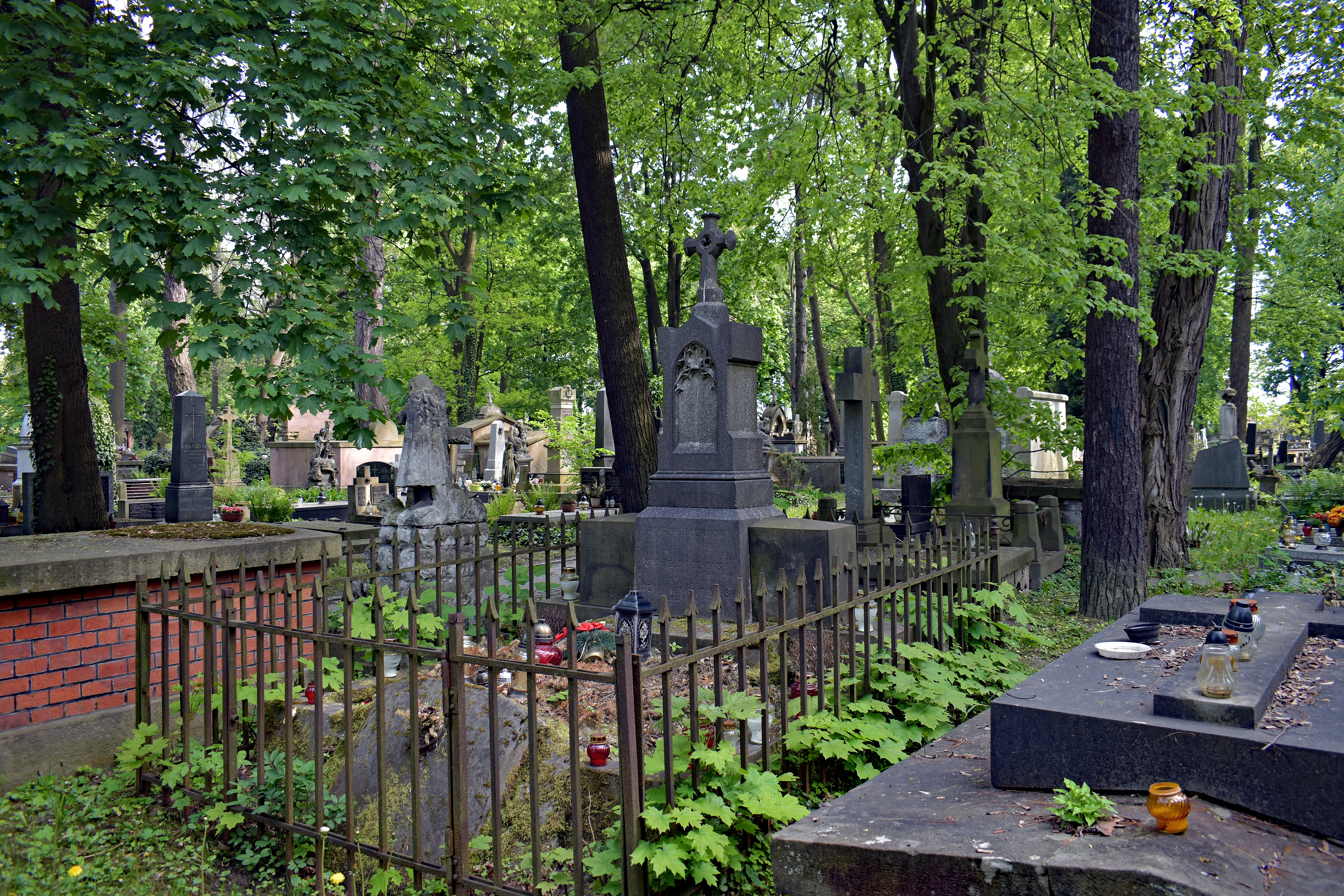
Cmentarz Rakowicki.
Grobowiec Domańskich.

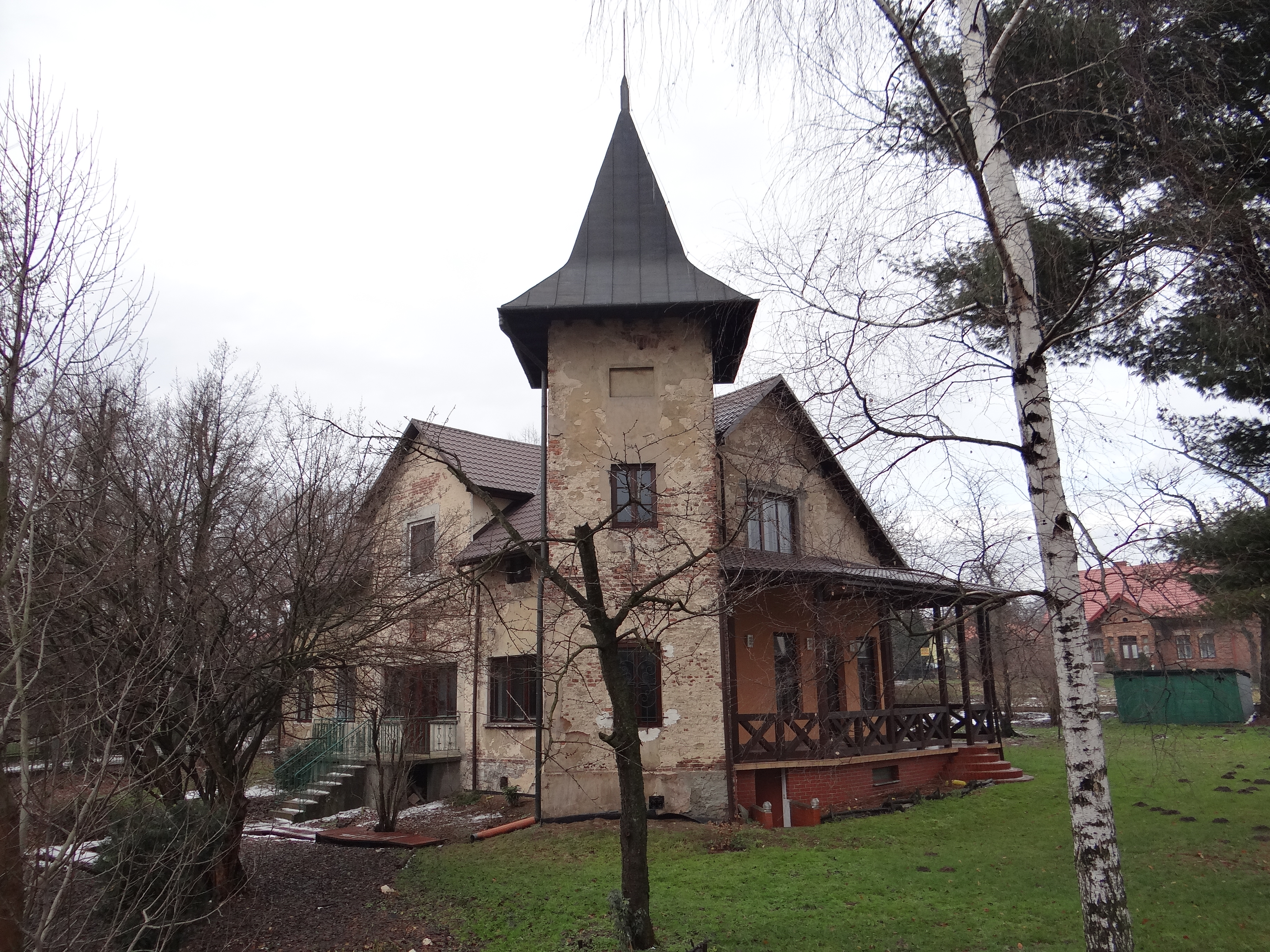
Dom Domańskich w Rudawie

Antonina Domańska z Kremerów (ur. we wrześniu 1853 w Kamieńcu Podolskim, zm. 24 stycznia 1917 w Krakowie) – polska pisarka.
Była pierwowzorem postaci Radczyni z Wesela Wyspiańskiego.

## Życiorys
Dziadek Antoniny, Józef Kremer był krawcem. Przyjechał do Krakowa z Opawy. Jego rodzina miała czesko–niemieckie korzenie, ale po przybyciu do Krakowa szybko się spolonizowała. Ojciec Aleksander Kremer ukończył Gimnazjum św. Anny, a w 1836 roku studia medyczne na UJ ( z przerwą na udział w powstaniu listopadowym). Po praktykach w Berlinie nostryfikował dyplom w Moskwie (1841) i pracował jako lekarz szkolny w gimnazjum oraz prowadził prywatną praktykę w Kamieńcu Podolskim. Ożenił się z  Modestą Płońską (1815-1889), mieli dwie córki: Marię i Antoninę. Z powodu represji po powstaniu 1863 rodzina Kremerów jako „obcokrajowcy” musiała opuścić Kamieniec.
W 1865 roku zamieszkali w Krakowie. Antonina uczyła się w prywatnej pensji pani Kamieńskiej. Po ukończeniu szkoły w 1874 roku, mając dwadzieścia jeden lat, wyszła za mąż za Stanisława Domańskiego, lekarza, późniejszego neurologa, profesora UJ. Zajmowała się domem oraz pięciorgiem dzieci, z których dwoje wcześnie zmarło. Początkowo mieszkali w kamienicy Domańskich przy ulicy Szczepańskiej 8.
W 1896 zamieszkali w Rudawie w domu z wieżyczką (obecna ulica Antoniny Domańskiej).
Antonina Domańska zmarła z powodu gruźlicy 24 stycznia 1917 roku w Krakowie. Pogrzeb odbył się 26 stycznia 1917 roku. Została pochowana na cmentarzu Rakowickim w Krakowie w grobowcu rodziny Domańskich (kw. VII, rząd północny, miejsce 6).
Była bratanicą historyka sztuki Józefa Kremera i architekta Karola Romana Kremera oraz ciotką poety Lucjana Rydla.

## Twórczość

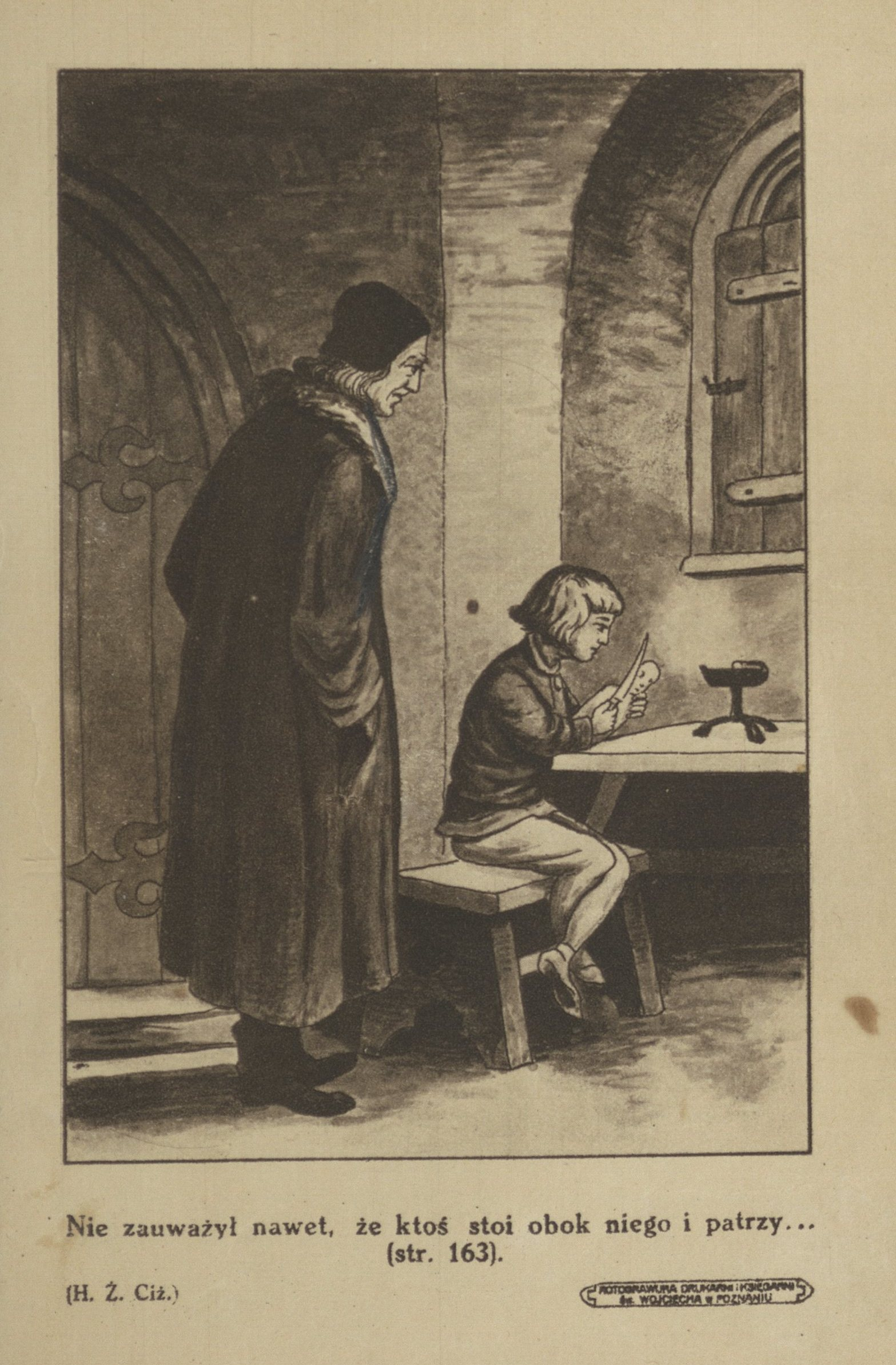
Ilustracja do Historii żółtej ciżemki (wyd. 1925)

Działalność literacką rozpoczęła od pisania opowiadań opartych na obserwacji własnych dzieci. Zadebiutowała na łamach „Wieczorów Rodzinnych” w 1890 roku opowiadaniem Moje dzieci (pod pseudonimem A.DO.). Na początku XX wieku dużą popularność zyskała jako autorka powieści i opowiadań historycznych dla dzieci.
Utwory Domańskiej:  
- W Woli Tenczyńskiej. Opowiadanie dla dzieci (1899)[6]
- Hanusia Wierzynkówna (1909)[1]
- Historia żółtej ciżemki (1913; lektura do klasy 4 i 5 szkoły podstawowej; na jej podstawie w 1961 roku Sylwester Chęciński nakręcił film fabularny dla dzieci)[1]
- Paziowie króla Zygmunta (1910[7]; na jej podstawie w 1989 roku Grzegorz Warchoł nakręcił serial fabularny dla dzieci)
- Przy kominku (1911; zbiór baśni)[8]
- Trzaska i Zbroja (1913)[9]
- Krysia Bezimienna (1914)[10]
- Królewska niedola (1916)
- Złota przędza (1918; nowele)[7]
- Kuglarz Matki Boskiej: Legenda z XIII wieku (1920; nowela)[11]

## Przekłady
- 1914: Pážata krále Zygmunta (Paziowie króla Zygmunta) została wydana przez czeskie wydawnictwo Jos. R. Vilímek. Książkę przetłumaczył František Vondráček, a ilustracje wykonał Věnceslav Černý[12]

## Nagrody
- 1914: Nagroda Wydawnictwa Tanich Książek dla Dzieci i Młodzieży im. Bolesława Prusa za powieść historyczną dla dzieci[13]
- 1913: Nagroda Drukarni i Wydawnictwa św. Wojciecha na powieść historyczną dla dzieci za powieść Krysia bezimienna[14]

## Upamiętnienie
- W Rudawie została patronką ulicy, przy której znajduje się dom z wieżyczką, w którym mieszkali Domańscy;
- W ramach projektu Kody Miasta poetka jest patronką literacką ławeczki w Krakowie na 
Plantach, w pobliżu Pałacu Sztuki. Projekt ten jest realizowany przez Krakowskie Biuro Festiwalowe, operatora tytułu Kraków Miasto Literatury UNESCO, którym Kraków został uhonorowany w 2013 roku[15];
- W setną rocznicę śmierci Antoniny Domańskiej, w 2017 roku, Biblioteka Kraków utworzyła literacką Nagrodę Żółtej Ciżemki za najlepszą książkę dla dzieci i młodzieży. Nagroda ma charakter ogólnopolski, a jej fundatorem jest Miasto Kraków[1].